# Flotta tolemaica di Cleopatra
La flotta tolemaica di Cleopatra fu la flotta del Regno tolemaico d'Egitto, fatta costruire dalla regina Cleopatra per appoggiare Marco Antonio, durante la guerra civile romana, contro Ottaviano.

## Storia

### Ad Azio
Cleopatra aveva ordinato la costruzione di queste 300 navi per fornire supporto, nella battaglia di Azio, alla flotta di Antonio, composta da 180 navi.  La regina d'Egitto aveva fornito anche delle truppe terrestri, ma la vera forza dell'esercito egizio era la flotta; fu proprio su istigazione della regina, e contro il parere dei propri ufficiali più esperti, che Antonio ingaggiò la battaglia navale contro Ottaviano.
L'ammiraglio di quest'ultimo, Marco Vipsanio Agrippa, quando lo scontro durava già da diverse ore senza esito decisivo, effettuò una rapida manovra e Cleopatra si diede alla fuga con 60 delle sue galee. La fuga della regina è inspiegabile, ma molti considerano questa manovra di fuga un vero successo militare, poiché Cleopatra e le sue 60 navi riuscirono a forzare il blocco navale romano e a far rotta verso l'Egitto, seguite dal voluttuoso Antonio, che non poté trattenersi dal seguirla con alcune navi. Abbandonata dal proprio comandante, fuggito con la sua amante in Egitto, la flotta si arrese, e altrettanto fece l'esercito dopo aver atteso per sette giorni il suo ritorno.

## Struttura delle navi
La flotta di Cleopatra era composta da più 300 navi, armate di catapulte, ma molto pesanti, ingombranti e soprattutto lente. 
Erano delle sorte di "fortezze acquatiche", se paragonate alle triremi romane.